# Collegeville (Indiana)
Collegeville és una concentració de població designada pel cens dels Estats Units a l'estat d'Indiana. Segons el cens del 2000 tenia 865 habitants.

## Demografia
Segons el cens del 2000, Collegeville tenia 865 habitants, 84 habitatges, i 68 famílies. La densitat de població era de 258,9 habitants per km².
Dels 84 habitatges en un 31% hi vivien nens de menys de 18 anys, en un 72,6% hi vivien parelles casades, en un 6% dones solteres, i en un 19% no eren unitats familiars. En el 16,7% dels habitatges hi vivien persones soles el 10,7% de les quals corresponia a persones de 65 anys o més que vivien soles. El nombre mitjà de persones vivint en cada habitatge era de 2,51 i el nombre mitjà de persones que vivien en cada família era de 2,76.
Per edats la població es repartia de la següent manera: un 5% tenia menys de 18 anys, un 76,4% entre 18 i 24, un 6,4% entre 25 i 44, un 8,1% de 45 a 60 i un 4,2% 65 anys o més.
L'edat mediana era de 21 anys. Per cada 100 dones de 18 o més anys hi havia 110,8 homes.
La renda mediana per habitatge era de 44.821 $ i la renda mediana per família de 51.071 $. Els homes tenien una renda mediana de 53.542 $ mentre que les dones 18.382 $. La renda per capita de la població era de 8.587 $. Entorn del 15,4% de les famílies i el 19,5% de la població estaven per davall del llindar de pobresa.

## Poblacions més properes
El següent diagrama mostra les poblacions més properes.